# Wasił Mitkow
Wasił Mitkow (bułg. Васил Митков, ur. 17 września 1943 w Sofii, zm. 17 marca 2002 tamże) – bułgarski piłkarz grający na pozycji pomocnika. W swojej karierze rozegrał 17 meczów w reprezentacji Bułgarii i strzelił w nich 3 gole.

## Kariera klubowa
W swojej karierze piłkarskiej Mitkow grał w klubach Spartak Sofia i Lewski Sofia. Do Lewskiego przeszedł w 1968 roku i grał w nim do 1975 roku. W latach 1970 i 1974 wywalczył z Lewskim mistrzostwo Bułgarii. Dwukrotnie zdobył też Puchar Bułgarii w latach 1970 i 1971.

## Kariera reprezentacyjna
W reprezentacji Bułgarii Mitkow zadebiutował 22 marca 1967 roku w przegranym 0:2 towarzyskim meczu z Albanią. W 1970 roku zagrał dwóch meczach Mistrzostw Świata w Meksyku: z RFN (2:5) i z Marokiem (1:1). Od 1967 do 1972 roku rozegrał w kadrze narodowej 17 meczów, w których zdobył 3 bramki.
| Mecze i gole w reprezentacji | Mecze i gole w reprezentacji | Mecze i gole w reprezentacji | Mecze i gole w reprezentacji | Mecze i gole w reprezentacji | Mecze i gole w reprezentacji | Mecze i gole w reprezentacji |
| #                            | Data                         | Stadion                      | Rywal                        | Wynik                        | Gol                          | Rozgrywki                    |
| 1967                         | 1967                         | 1967                         | 1967                         | 1967                         | 1967                         | 1967                         |
| ---------------------------- | ---------------------------- | ---------------------------- | ---------------------------- | ---------------------------- | ---------------------------- | ---------------------------- |
| 1.                           | 22.03.1967                   | Tirana, Albania              | Albania                      | 0:2                          | 0                            | towarzyski                   |
| 2.                           | 29.06.1967                   | Oslo, Norwegia               | Norwegia                     | 0:0                          | 0                            | el. ME 1968                  |
| 3.                           | 12.11.1967                   | Sofia, Bułgaria              | Szwecja                      | 3:0                          | 1                            | kwal. IO 1968                |
| 4.                           | 26.11.1967                   | Sofia, Bułgaria              | Portugalia                   | 1:0                          | 0                            | el. ME 1968                  |
| 1968                         |                              |                              |                              |                              |                              |                              |
| 5.                           | 27.10.1968                   | Sofia, Bułgaria              | Holandia                     | 2:0                          | 0                            | el. MŚ 1970                  |
| 1969                         |                              |                              |                              |                              |                              |                              |
| 6.                           | 23.04.1969                   | Sofia, Bułgaria              | Luksemburg                   | 2:1                          | 0                            | el. MŚ 1970                  |
| 7.                           | 24.09.1969                   | Sofia, Bułgaria              | RFN                          | 0:1                          | 0                            | towarzyski                   |
| 1970                         |                              |                              |                              |                              |                              |                              |
| 8.                           | 06.05.1970                   | Sofia, Bułgaria              | ZSRR                         | 0:0                          | 0                            | towarzyski                   |
| 9.                           | 07.06.1970                   | León, Meksyk                 | RFN                          | 2:5                          | 0                            | MŚ 1970                      |
| 10.                          | 11.06.1970                   | León, Meksyk                 | Maroko                       | 1:1                          | 0                            | MŚ 1970                      |
| 11.                          | 15.11.1970                   | Sofia, Bułgaria              | Norwegia                     | 1:1                          | 0                            | el. ME 1972                  |
| 1971                         |                              |                              |                              |                              |                              |                              |
| 12.                          | 07.04.1971                   | Pireus, Grecja               | Grecja                       | 0:1                          | 0                            | towarzyski                   |
| 13.                          | 28.04.1971                   | Sofia, Bułgaria              | ZSRR                         | 1:1                          | 1                            | towarzyski                   |
| 14.                          | 05.05.1971                   | Sofia, Bułgaria              | Wielka Brytania              | 5:0                          | 1                            | kwal. IO 1972                |
| 1972                         |                              |                              |                              |                              |                              |                              |
| 15.                          | 29.03.1972                   | Sofia, Bułgaria              | ZSRR                         | 1:1                          | 0                            | towarzyski                   |
| 16.                          | 16.04.1972                   | Stara Zagora, Bułgaria       | Polska                       | 3:1                          | 0                            | kwal. IO 1972                |
| 17.                          | 07.05.1972                   | Warszawa, Polska             | Polska                       | 0:3                          | 0                            | kwal. IO 1972                |